# Lubina
Lubina – rzeka o długości 37,1 km we wschodnich Czechach, w kraju morawsko-śląskim, w regionie północnych Moraw. Powierzchnia dorzecza 194,1 km². Prawy dopływ Odry.
Pod obecną nazwą rzeka była już wzmiankowana w XIII wieku. Źródła Lubiny znajdują się na północno-zachodnich stokach góry Radhošť w Beskidzie Morawsko-Śląskim. Rzeka aż do ujścia płynie w kierunku północnym przez Frenštát pod Radhoštěm, w którym przyjmuje pierwszy znaczący prawobrzeżny dopływ – potok Lomná, następnie płynie przez Lichnov, później przez kolejne dzielnice miasta Kopřivnice: w Vlčovicach przyjmuje z prawej strony wody potoku Tichávka, po czym wpływa pomiędzy dawniej samodzielne miejscowości Větřkovice i Drnholec, w 1959 połączone pod nazwą Lubina. Tuż przed Příborem z lewej strony wpływa potok Kopřivnička. Następne miejscowości nad rzeką to: Skotnice, Mošnov, Petřvald, do Odry wpływa ok. 1,5 km na północ od Košatki w gminie Stará Ves nad Ondřejnicí.

## Większe dopływy
- Lomná, prawy
- Tichávka, prawy
- Lubinka, prawy
- Svěcený potok, prawy
- Kopřivnička, lewy
- Trnávka, prawy